# Song (Cameroun)
Pour les articles homonymes, voir Song.
Song est un village de la commune de Massock-Songloulou, département de la Sanaga-Maritime, région du Littoral au Cameroun. Il est situé sur la route de Kahn à Nguibassal.

## Population
En 1967, Song comptait 48 habitants, principalement Bassa.
Lors du recensement de 2005, 6 personnes y ont été dénombrées.